# La Poterne
 (décembre 2023).
Si vous disposez d'ouvrages ou d'articles de référence ou si vous connaissez des sites web de qualité traitant du thème abordé ici, merci de compléter l'article en donnant les références utiles à sa vérifiabilité et en les liant à la section « Notes et références ».
La Poterne est le centre d'entraînement de l'équipe de football du Grenoble Foot 38. Il est situé à Grenoble.
Ce centre regroupe en plus du stade d'entrainement du GF38, le centre de formation des jeunes. Il se trouve dans le sud de la ville.